# Gaston Gauthier
Gaston Gauthier est un érudit nivernais né le 12 juillet 1860 à Rogny-les-Sept-Écluses (Yonne) et mort à Nevers (Nièvre) le 23 août 1911.

## Biographie

### Vie professionnelle
Né en 1860 à Rogny-les-Sept-Écluses (Yonne), Gaston Gauthier exerce la profession d’instituteur, comme, avant lui, son père, son grand-père et sept autres membres de la famille. Après une scolarité primaire à Saint-Fargeau et des études à Auxerre, il rejoint son premier poste d'enseignant le 6 mai 1879 à Fourchambault (Nièvre). C’est d’ailleurs dans ce même département qu'il va effectuer toute sa carrière, notamment à Beaumont-la-Ferrière (où il séjourne 5 ans) et à Champvert (où il passe 8 ans). C’est également dans la Nièvre qu’il se marie, en 1887. Décrit par un de ses inspecteurs comme un maître actif et zélé et comme un homme robuste bien que petit, Gaston Gauthier connaît pourtant des soucis de santé qui l’amènent à demander sa mise à la retraite anticipée. Il est vrai qu’il a, notamment à Champvert, des conditions de travail difficiles, avec des classes comptant de 65 à 72 élèves.

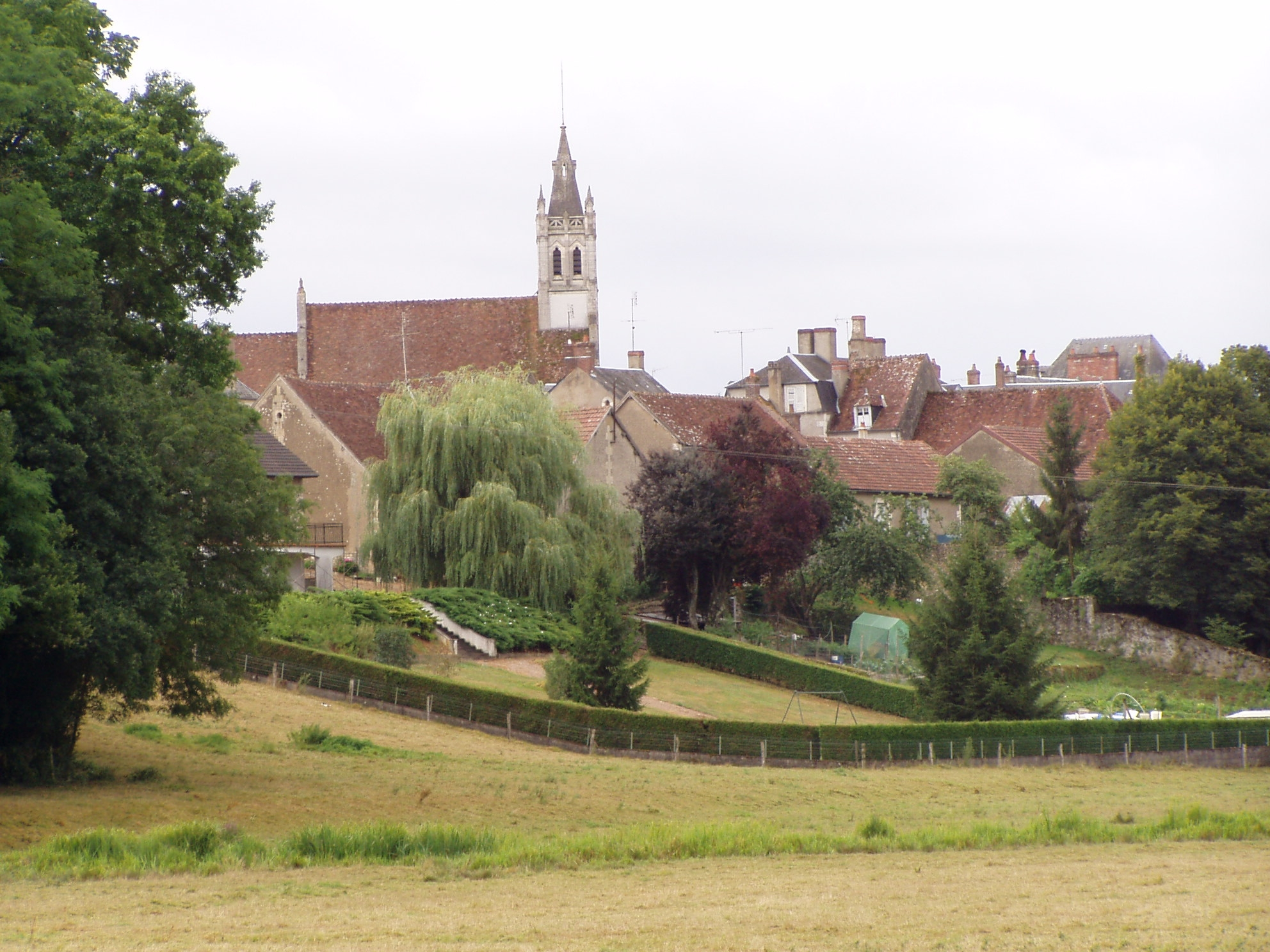
Beaumont-la-Ferrière (Nièvre) en 2003.

Mais le contexte politique n'est sans doute pas étranger à cette volonté de quitter l'enseignement avant l'heure. À l'époque, la querelle scolaire et, plus généralement, politique est vive dans le pays. Les lois instituant l'école publique gratuite, laïque et obligatoire datent des années 1881-1882. Malgré certaines dispositions conciliatoires, elles se heurtent à des résistances, venues des milieux conservateurs et cléricaux, notamment dans les campagnes. Gaston Gauthier est alors un jeune instituteur. Contrairement à bon nombre de ses collègues, on croit comprendre, à la lecture de son dossier, qu'il n'a pas de sympathies particulières pour la cause républicaine. En tout cas, il va connaître, tout au long de sa carrière, des difficultés, qu'on peut qualifier de politiques, tant avec certains parents d’élèves qu’avec sa hiérarchie. À Beaumont-la-Ferrière comme à Champvert, une partie des habitants lui reprochent sa proximité d'opinion avec le maire, son hostilité au gouvernement, bref : ses sentiments réactionnaires. Des parents l'accusent de négliger sa classe « pour aller donner des leçons aux enfants de bourgeois ». Gaston Gauthier, très affecté par ces mises en cause, se défend vigoureusement dans les nombreux courriers qu’il adresse à ses supérieurs. En 1903, le ministère dispose d’un contingent de Palmes académiques à distribuer aux instituteurs s’étant distingués par des travaux historiques - ce qui est indéniablement son cas. Gaston Gauthier est convaincu que c’est à cause des attaques dont il a été l'objet que son nom n'est pas retenu.
À 45 ans, il quitte donc l’enseignement. On le retrouve ensuite à Nevers, conservateur adjoint à la bibliothèque municipale jusqu'à sa mort, survenue dans cette même ville le 23 août 1911. Il a alors 51 ans.

### Travaux d’érudition
C’est en classant les archives communales de Beaumont-la-Ferrière, où il est instituteur, que l’idée vient à Gaston Gauthier de rédiger une monographie de sa commune d’exercice. Peut-être veut-il ainsi répondre à l’injonction du ministère de l’Instruction publique, qui, dans les années 1880-1890, à l'approche du centenaire de la Révolution, incite les instituteurs à mener des travaux d’érudition locale. Le ministère entend ainsi œuvrer, à grand renfort de conférences, concours et autres expositions, à la mobilisation de ses troupes et à une meilleure acceptation de l'école, à laquelle on reproche souvent, entre autres griefs, de favoriser l'exode rural. Sans doute s'agit-il aussi de ne pas laisser le champ libre à l'initiative de certains évêques, invitant, à la même époque, les curés à se faire les historiens de leur paroisse.
Initialement, Gaston Gauthier ne prévoit qu’une brève notice, destinée aux élèves de l’école communale. Quatre ans plus tard, il livre, finalement, une somme de plus de 250 pages. Ce travail considérable lui vaut une médaille d’argent à l’Exposition universelle de Paris de 1889, où il semble avoir été le seul représentant de la Nièvre dans sa catégorie. Travail considérable, d'un rare intérêt, recommandé tout spécialement au Ministère., peut-on lire dans le rapport du jury.
Tout au long de ses travaux de recherches, Gaston Gauthier rencontre le soutien des autorités locales et régionales, ainsi que de la Société nivernaise des lettres, sciences et arts. Mais c’est avant tout aux encouragements de son voisin et mentor, le poète nivernais Achille Millien, qu’il attribue l’accomplissement de son projet. La monographie de Beaumont-la-Ferrière, dont Achille Millien est le plus illustre habitant, lui est d’ailleurs dédiée. La rencontre entre les deux hommes a donc été déterminante pour le jeune instituteur. Sa voie est désormais tracée. Au hasard de ses nominations, il consacre dès lors l’essentiel de ses loisirs à des travaux d’histoire locale. À Champvert, par exemple, il mène les fouilles qui aboutissent à la mise au jour d’une importante villa gallo-romaine située à l’ouest du bourg. Au total, Gaston Gauthier est l’auteur d’une quarantaine de publications, dont la Monographie de Beaumont-la-Ferrière (1892) et un précis, encore fort utile aujourd'hui, des anciennes mesures du Nivernais (1904).

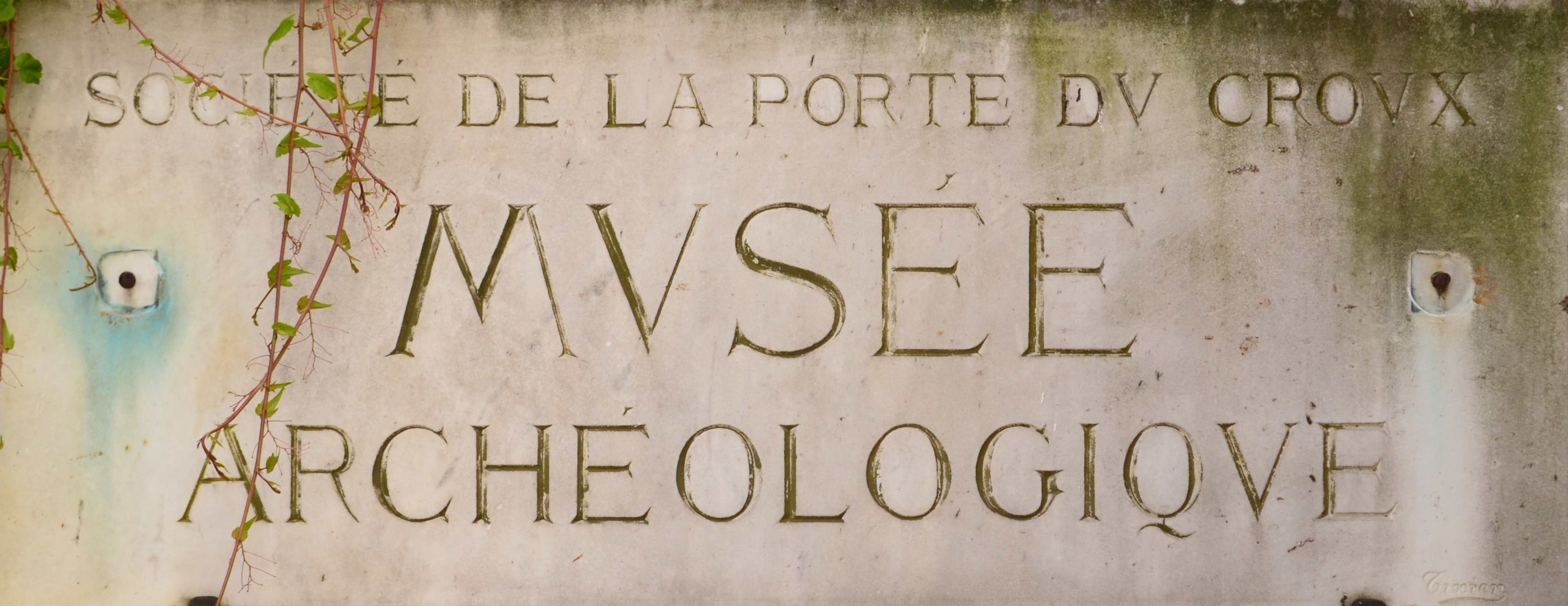
Musée de la porte du Croux (Nevers).

En 1890, il adhère à la Société nivernaise des lettres, sciences et arts. Il en devient le secrétaire adjoint en 1893 et la représente à l’occasion de divers congrès. Cet engagement lui sera parfois reproché, la Société nivernaise ayant mauvaise presse dans les milieux républicains. Gaston Gauthier est également membre correspondant de plusieurs autres sociétés savantes, dont la Société des sciences historiques et naturelles de l’Yonne, la Société des antiquaires de France et la Société éduenne des lettres, sciences et arts. Enfin, il collabore régulièrement à la Revue du Nivernais d’Achille Millien - notre guide et notre soutien, écrit-il à son sujet -, laquelle publie une vingtaine d’articles signés de son nom.

### Portrait
On ne connaît à ce jour qu’une seule photo de Gaston Gauthier, datant certainement de la dernière décennie du XIXe siècle. De facture académique, elle représente un personnage jeune et élégant, au crâne prématurément dégarni, aux fines besicles et aux moustaches tombantes. Une plume à la main, le regard droit, l’homme est assis à sa table de travail, sur laquelle on croit distinguer le manuscrit de son œuvre principale : la monographie de Beaumont-la-Ferrière.

## Publications
Par la Société nivernaise des lettres, sciences et arts :
- 1891 : « Monographie de Beaumont-la-Ferrière »
- 1893 : « Notes sur le château de Dompierre-sur-Nièvre »
- 1894 : « Notice historique sur la commune de Saint-Martin-d'Heuille »
- 1895 : « Lettres inédites de Marie de La Grange d'Arquian, princesse nivernaise, devenue Reine de Pologne (XVIIe siècle) »
- 1897 : « Premier rapport sur les fouilles gallo-romaines de Champvert »
- 1897 : « Les droits de salage à Nevers au XVIe siècle »
- 1897 : « Les registres de deux justices seigneuriales nivernaises (XVIe siècle) »
- 1898 : « Une donation de la Comtesse des Bordes au couvent de la Visitation de Nevers (XVIIe siècle) »
- 1898 : « Pillages et exactions des protestants en Nivernais (XVIe siècle) »
- 1899 : « Le protestantisme à Beaumont-la-Ferrière (XVIIe siècle) »
- 1899 : « La dîme religieuse et le droit de suite en Nivernais (XVIIe siècle) »
- 1901 : « La taille et la capitation à Champvert en 1779 »
- 1902 : « Les bains de la villa gallo-romaine de Champvert »
- n.d. : « Souvenirs pédagogiques d'un instituteur de la commune de Champvert (1879-1883) »

Par la Société des sciences historiques et naturelles de l'Yonne :
- 1896 : « Monographie de la commune de Rogny (Yonne) »
- 1897 : « Une donation de la Comtesse des Bordes au couvent de la Visitation d'Avallon »
- 1898 : « Notes inédites sur Avallon et diverses localités de l'Yonne »

Par la Société des sciences de Semur-en-Auxois :
- 1894 : « Arrêt concernant les dettes de Montbard au XVIIe siècle »

Par la Société archéologique et historique de l'Orléanais :
- 1896 : « Jeanne d'Arc en Nivernais (souvenirs historiques et légendaires) »

Par le Comité des travaux historiques et scientifiques (Bulletin archéologique) :
- 1897 : « Rapport sur les fouilles gallo-romaines à Champvert »
- 1900 : « Un culot de flacon en verre de l'époque romaine trouvé à Champvert »
- 1902 : « Les bains de la villa gallo-romaine de Champvert »

Par la Société des antiquaires de France :
- 1902 : « Mosaïque avec sujets marins, provenant des fouilles de Champvert »

Par la Société d'histoire et d'archéologie du Gâtinais :
- 1904 : « Notes inédites sur quelques anciens fiefs de la Puisaye »

Dans la Revue du Nivernais :
- 1897 : « Jeanne d'Arc au château des Bordes, près Nevers »
- 1897 : « Les anciennes ventes de bois en Nivernais »
- 1898 : « Le droit d'usage et la glandée dans les anciennes forêts nivernaises »
- 1898 : « Un dicton populaire nivernais »
- 1899 : « La tournée pascale des enfants de chœur en Nivernais »
- 1899 : « Une représentation théâtrale à Nevers en l'an II »
- 1899 : « Le lendemain de Noël en Nivernais »
- 1900 : « Jeanne d'Arc à Saint-Pierre-le-Moûtier »
- 1900 : « Un coup d'œil sur le Morvan »
- 1900 : « Un dimanche aux environs de St-Saulge »
- 1900 : « Hivers et famines (anciens souvenirs nivernais) »
- 1900 : « Le maréchal Vauban, seigneur nivernais »
- 1901 : « Un épisode de la Fronde en Nivernais »
- 1901 : « À la recherche d'un émigré nivernais »
- 1901 : « Le tirage au sort à son origine dans la Nièvre »
- 1901 : « Les bouviers morvandeaux dans le Decizois »
- 1902 : « Une fête à Nevers pendant la Révolution »
- 1902 : « Les anciennes sociétés de tir en Nivernais »
- 1903 : « Claude Tillier instituteur (1828-1841) »
- 1903 : « Cosne et La Charité, villes rivales en 1817 »

Dans le Bulletin philologique et historique :
- 1904 : « Les anciennes mesures du Nivernais »

### Publications en ligne
- Monographie de Beaumont-la-Ferrière (1892), sur Gallica.
- Notice historique sur la commune de Saint-Martin-d'Heuille (1894), bulletin de la Société nivernaise des lettres, sciences et arts, pages 187 à 207.
- Les anciennes mesures du Nivernais (1904), Cahiers du val de Bargis.

## Sources
- Cahiers du val de Bargis : Page consacrée à Gaston Gauthier
- Archives départementales de la Nièvre (Nevers)
- Société académique du Nivernais (Nevers)